# ХК Клагенфурт АК
Клагенфурт АК је аустријски хокејашки клуб из Клагенфурта. Утакмице као домаћин игра у дворани Штадтхале Клагенфурт, капацитета 5500 места. Клуб се тренутно такмичи у аустријској ЕБЕЛ лиги.

## Историја
Клагенфурт је најуспешнији клуб у држави. Клуб је основан 1909. и најстарији је аустријски професионални хокејашки куб. Прва титула је основана 1934. чиме је најављена селидба центра хокејашке моћи из Беча у Клагенфурт. Највећу доминацију у аустријском хокеју Клагенфурт је остварио с једанаест узастопних титула у првенству у раздобљу од 1964. до 1974.
У 21. век Клагенфурт је ушао са три титуле првака у пет година. Затим настаје период од пет година без титула. У сезони 2008./09. освајају прво место у регуларном делу, а у финалу плеј-офа у седам утакмица побеђују Ред бул Салцбург. У регуларном делу сезони 2009./10. пласирали су се на седмо место, а у првом колу плеј-офа избацује их другопласирани Ред бул Салцбург са 4:3 у победама.

## Трофеји
- Хокејашка лига Аустрије:
  - Првак (29) : 1934, 1935, 1952. 1955, 1960, 1964, 1965, 1966, 1967, 1968, 1969, 1970, 1971, 1972, 1973, 1974, 1976, 1977, 1979, 1980, 1985, 1986, 1987, 1988, 1991, 2000, 2001, 2004, 2009.